# شاه‌مرادتپه
شاه مراد تپه مربوط به دوره اشکانیان - دوره ساسانیان است و در شهرستان زنجان، بخش قره پشتلو، روستای قره تپه واقع شده و این اثر در تاریخ ۱۷ اسفند ۱۳۸۱ با شمارهٔ ثبت ۷۸۱۵ به‌عنوان یکی از آثار ملی ایران به ثبت رسیده است.